# ТЕЦ Glow SPP2/SPP3, 4, 5, CFB 3
12°40′35″ пн. ш. 101°8′8″ сх. д. / 12.67639° пн. ш. 101.13556° сх. д.
ТЕЦ Glow SPP2/SPP3, 4, 5, CFB 3 — комплекс теплоелектроцентралей, створений у тайській провінції Районг в індустріальному парку Мап-Та-Пхут.
У 1997 році на майданчику станції стали до ладу 6 встановлених на роботу у відкритому циклі газових турбін потужністю по 35 МВт, відомі в сукупності як черга SPP2.
В 1999-му ввели в дію дві парові турбіни, що живляться від котлів з циркулюючим псевдозрідженим шаром, у яких спалюють вугілля (разом отримали позначення черга SPP3). При цьому після проходження через секцію високого тиску турбіни пара потрапляє до секції розігріву, де отримує енергію від газів, відпрацьованих газовими турбінами із черги SPP2. Далі пара повертається у секцію середнього тиску парової турбіни. Використання зазначеної схеми призвело до появи двох гібридних блоків потужністю по 222 МВт, кожен з яких включає одну парову та дві газові турбіни. Ще дві газові турбіни залишились працювати у відкритому циклі, проте завдяки котлам-утилізаторам продукують технологічну пару.
У 2005-му стала до ладу черга 4 (комплекс SPP2/SPP3 також відомий як черга 3, тоді як позначення черга 1 та черга 2 відносяться до іншої теплоелектроцентралі того ж власника, що діє у парку Мап-Та-Пхут — ТЕЦ Glow 1, 2). Черга 4 має дві газові турбіни загальною потужністю 77 МВт та котли-утилізатори для виробництва технологічної пари.
В 2010-му ввели в дію блок CFB 3, який містить вугільний котел із циркулюючим псевдозрідженим шаром (третій для майданчика) та парову турбіну потужністю 85 МВт.
Нарешті, у 2011-му майданчик підсилили за рахунок черги 5, яка отримала парогазовий блок комбінованого циклу потужністю 328 МВт, в якому одна газова турбіна живить через котел-утилізатор одну парову турбіну.
ТЕЦ має здатність постачати підприємствам індустріальної зони технологічну пару в обсягах 566 тонн на годину, зокрема, 190 тонн від черг SPP2/SPP3, 137 тонн від черги 4, 160 тонн від черги 5 та 79 тонн від черги CFB 3).
Відповідно до запровадженої в Таїланді програми сприяння малим ТЕЦ, кожна з черг SPP2 та SPP3 отримала 25-річний контракт на викуп 90 МВт потужності державною електроенергетичною компанією Electric Generating Authority of Thailand (EGAT). За усталеною практикою, по завершенні цього терміну станція підлягала демонтажу або докорінній модернізації, яка зазвичай означає спорудження нових блоків. Як наслідок, у 2022-му розпочались будівельні роботи зі спорудження нової черги на заміну SPP 2. Вона використовуватиме дві газові турбіни загальною потужністю 96 МВт, що живитимуть два котли-утилізатори продуктивністю 230 тонн пари на годину. Введення цього об'єкту в експлуатацію планується на 2024 рік, при цьому він матиме довгостроковий контракт на викуп 60 МВт потужності. Також розглядаються варіанти спорудження черги на заміну SPP 3.
В 2012-му, тобто через 7 років після спорудження, довгостроковий 25-річний контракт на викуп 74 МВт потужності також отримала черга 4.
Як паливо газові турбіни станції використовують природний газ (в тій же індустріальній зоні знаходяться ГПЗ Районг, через який проходить продукція родовищ Сіамської затоки, та термінал для імпорту ЗПГ Мап-Та-Пхут).
Поставки вугілля для черг SPP3 та CFB 3 відбувається через власний причальний комплекс, що спроможний приймати судна класу Panamax (надалі цей комплекс також став обслуговувати зведену поряд ТЕС GHECO-ONE).
Власниками окремих черг проекту є дочірні компанії Glow Energy. Остання тривалий час належала французькому концерну ENGIE,  допоки у 2019-му її не викупила компанія Global Power Synergy Public Company Limited (GSPC, електроенергетичний підрозділ тайського державного нафтогазового концерну PTT).